# Обход (станция)
Обхо́д — железнодорожная станция Горьковской железной дороги в Уренском районе Нижегородской области, находится на железнодорожной ветке Нижний Новгород — Котельнич, в 38 км к северо-востоку от районного центра города Урень.
Это бывший леспромхоз, который заготавливал деловую древесину. Лесоперерабатывающий завод имел нижний и верхний склады. Население в большинстве своём работало на лесозаготовках. Небольшая часть жителей станции Обход постоянно работала по обслуживанию участка железнодорожного пути, на котором было интенсивное движение. В начале 1970-х годов завод был закрыт, заготовка древесины прекратилась. На станции Обход имеется 8-летняя школа, магазин, железнодорожный вокзал, почта. Население — 579 человек.
Станцию вплотную окружает смешанный лес, состоящий из сосновых и лиственных деревьев. По краю насёленного пункта проложено асфальтированное шоссе Урень — Шахунья. Имеется постоянное автобусное сообщение. Ежедневно на станцию прибывают электропоезда, которыми можно добраться в населённые пункты севернее и южнее станции Обход.